# Roland Kuhn
Roland Kuhn (ur. 4 marca 1912 w Biel, zm. 10 października 2005 w Scherzingen) – szwajcarski lekarz psychiatra, odkrywca przeciwdepresyjnych właściwości imipraminy.
Syn wydawcy książek Ernst Kuhn i Alice z domu Schneider. Studiował medycynę w Bernie i Paryżu. Tytuł doktora medycyny otrzymał w 1937 roku. W 1939 został asystentem kliniki psychiatrycznej w Bernie. Potem pracował w klinice Münsterlingen i prowadził prywatną praktykę w Scherzingen. W 1957 habilitował się na Uniwersytecie w Zurychu. Był autorem blisko dwustu prac, zajmował się m.in. psychofarmakologią, testem Rorschacha, analizą egzystencjalną (Daseinanalyse).